# Hughesville (Missouri)
Hughesville és una població dels Estats Units a l'estat de Missouri. Segons el cens del 2000 tenia 174 habitants.

## Demografia
Segons el cens del 2000, Hughesville tenia 174 habitants, 65 habitatges, i 49 famílies. La densitat de població era de 610,7 habitants per km².
Dels 65 habitatges en un 38,5% hi vivien nens de menys de 18 anys, en un 67,7% hi vivien parelles casades, en un 9,2% dones solteres, i en un 23,1% no eren unitats familiars. En el 16,9% dels habitatges hi vivien persones soles el 10,8% de les quals corresponia a persones de 65 anys o més que vivien soles. El nombre mitjà de persones vivint en cada habitatge era de 2,68 i el nombre mitjà de persones que vivien en cada família era de 3,1.
Per edats la població es repartia de la següent manera: un 24,1% tenia menys de 18 anys, un 9,2% entre 18 i 24, un 35,6% entre 25 i 44, un 20,1% de 45 a 60 i un 10,9% 65 anys o més.
L'edat mediana era de 35 anys. Per cada 100 dones de 18 o més anys hi havia 91,3 homes.
La renda mediana per habitatge era de 30.833 $ i la renda mediana per família de 34.063 $. Els homes tenien una renda mediana de 23.214 $ mentre que les dones 17.188 $. La renda per capita de la població era de 14.576 $. Cap de les famílies i el 5,7% de la població estaven per davall del llindar de pobresa.

## Poblacions més properes
El següent diagrama mostra les poblacions més properes.